# Liste de personnalités liées à Garches
Liste de personnalités étant nées ou ayant vécu à Garches (Hauts-de-Seine).

## Sont nés à Garches
- Yvonne Ziegler (1902-1988) Artiste peintre et résistante
- Georges Poujouly (1940-2000), comédien français.
- Daniel Prévost (né en 1939), acteur de cinéma et de théâtre.
- Marie-Thérèse Kerschbaumer (née le 31 août 1936), auteur autrichienne.
- Patrick Denaud (né en 1953), journaliste, écrivain et membre des services secrets français (DGSE) de 1994 à 2002.

## Sont morts à Garches[1]
- Roger Nimier, écrivain, mort le 28 septembre 1962 dans la commune avec la jeune romancière Sunsiaré de Larcône, des suites d'un accident de la route sur l'autoroute de l'Ouest.
- Sidney Bechet, mort le 14 mai 1959 et inhumé à Garches. C'est à Garches qu'il choisit de passer les dernières années de sa vie, entre 1956 et 1959, dans une villa, rue Frédéric-Clément, après avoir adopté la France dont il disait qu'elle était pour lui, plus près de l'Afrique que ne l'était l'Amérique.
- Michel Brezin (1758-1828), directeur de l'Arsenal, principal  fournisseur des Armées Impériales. En 1814, il se retira dans sa  propriété à Garches du Petit l'Etang à l'emplacement actuel de l'hospice Brézin et de l'hôpital Raymond-Poincaré. À sa mort, le 28 janvier 1828, il fit don de son domaine à l'Assistance Publique.
- Eustache-Marie Courtin, mort le 22 février 1839. Magistrat, haut fonctionnaire et homme de lettres des XVIIIe et XIXe siècle.
- Jacques Clarion, dit Clarion de Beauval (1776-1844), Chevalier de l'Empire, né à Seyne mort à Garches, est pharmacien ordinaire de Napoléon, Louis XVIII et Charles X, professeur à la faculté de médecine de Paris, médecin, pharmacien et botaniste, membre de l'Académie de Pharmacie, directeur de la Pharmacie impériale (puis royale de saint Cloud), chevalier de la Légion d'honneur. Il était  propriétaire du domaine de Beauval à Saint-Cloud, auteur de plusieurs traités de médecine. Son herbier (non publié) est cité avec éloges par De Candolles dans sa Flore. Son fils, Jules Louis Clarion de Beauval (1810-1865), fut commandant de la garde nationale et conseiller municipal, puis conseiller de préfecture et sous-préfet durant le Seconfd Empire, chevalier de la Légion d'honneur..
- Casimir Davaine, mort le 14 octobre 1882, était l'ami de l'éminent physiologiste Claude Bernard. Il apparaît comme le fondateur incontestable de la bactériologie médicale, le précurseur des antibiotiques. Il succombera d'une tumeur abdominale dans sa propriété à Garches.
- Paul de Garros (1867-1923), journaliste et écrivain français.
- Pol Neveux, mort le 26 mars 1939. Écrivain, inspecteur général des bibliothèques de France, il fut membre de l’Académie Goncourt.
- Michel d'Ornano, mort le 8 mars 1991. Homme politique français, ministre durant la présidence de Valéry Giscard d'Estaing. Président du Conseil général du Calvados puis du conseil régional de Basse-Normandie. Il meurt renversé par une voiture en traversant la chaussée.
- Christine Pascal est une actrice, scénariste et réalisatrice française, née le 29 novembre 1953 à Lyon et morte le 30 août 1996 à Garches.
- Pierre Trabaud, mort le 26 février 2005. Acteur de doublage français. Première voix française de Daffy Duck avant d'être remplacé par Patrick Guillemin, puis par Emmanuel Garijo.
- Guy Béart, mort le 16 septembre 2015. Chanteur auteur-compositeur-interprète français, mort à Garches après y avoir vécu plus de cinquante ans[2].
- Guillaume Depardieu (1971-2008), acteur de cinéma, mort à Garches en 2008.
- Pascale Roberts (1930-2019), actrice française.
- Hubert Auriol (1952-2021), pilote moto et automobile français.
- Jean-Marie Le Pen (1928-2025), homme politique français, candidat aux éléctions présidentielles de 1974, 1988, 1995, 2002 et 2007 et fondateur du Front national est mort à Garches le 7 janvier 2025.

## Habitent ou ont habité Garches[1]
- Matthieu Gaillard, né à Paris, résistant français de la première guerre mondiale. Une rue porte son nom.
- Alix de Maintenant, né à Versailles, célèbre journaliste d'investigation. Une fontaine porte son nom.
- Jean Du Passage, né à Vaucresson, homme politique français. Une bibliothèque porte son nom.
- Le Mahatma Gandhi (1869-1948), personnage emblématique de l'indépendance de l'Inde, venait souvent à Garches chez des compatriotes et résidait à la villa Shantà Niva, 106, boulevard du Général-de-Gaulle.
- René Vauthier (1876-1956), pionnier de l'automobile et coéquipier de Marcel Renault dans les courses Paris-Vienne en 1902, Paris-Madrid en 1903[3].
- Van Dongen (1877-1968), peintre français d'origine néerlandaise, il peignit sous l'influence impressionniste, avant de devenir  dessinateur reporter pour des journaux satiriques parisiens et l'un des portraitistes préférés de l'aristocratie et du monde du spectacle, dans les années 1910. Il vécut à Garches en 1927 au 37, rue Henri-Bergson.
- Coco Chanel (1883-1971), célèbre couturière, fit l'acquisition au début de l'année 1920, de la villa Bel Respiro, à l'angle des avenues Alphonse-De-Neuville et Edouard Detaille. Elle  y reçut diverses célébrités du monde des arts et des lettres, tels Jean Cocteau, Reverdy, Juan Gris. Elle y a abrité Igor Stravinsky avec sa famille, puis le grand-duc Dimitri, son amant, dans les années 1920.
- Gaston Ramon (1886-1963), célèbre biologiste, a perfectionné le mode d'obtention des sérums thérapeutiques. Il vécut au 11, avenue Léonce-Bucquet. Un groupe scolaire porte son nom.
- Léonie Bathiat, dite Arletty (1898-1992), actrice.
- Jules-Louis Clarion de Beauval (1810-1865, fils du docteur Jacques Clarion de Beauval, voir ci-dessus), docteur en droit, capitaine de la Garde nationale (1843-1848), conseiller municipal de Garches (1845-1848), conseiller de préfecture (1850-1853) puis sous-préfet (1853-1865), mort en fonction à Grasses. Il était chevalier de la Légion d'honneur, officier d'Académie et officier de l'ordre du Medjijé.
- Claude Bolling (1930-2020), chef d'orchestre, musicien de jazz et compositeur, a habité Garches.
- Mercedes Erra (1954-), femme d'affaires française, réside à Garches[4].
- Thierry Pallesco (1956-), organiste et compositeur, a habité Garches de 1988 à 1994.
- Suzanne de Garros (1877-1952), écrivaine française

## Sont enterrés au cimetière de Garches[5]
- Guy Béart (1930-2015)
- Sidney Bechet (1897-1959)
- Henri Bergson (1859-1941)
- Claude Bolling (1930-2020)
- Jacqueline Delubac (1907-1997)
- Jacques Deray (1929-2003)
- Christian Duvaleix (1923-1979)
- Albert Duvaleix (1893-1962)
- Pol Neveux (1865-1939)